# Cosmophasis parangpilota
Cosmophasis parangpilota är en spindelart som beskrevs av Barrion, Litsinger 1995. Cosmophasis parangpilota ingår i släktet Cosmophasis och familjen hoppspindlar. Inga underarter finns listade i Catalogue of Life.